# Spoorweg-Maatschappij Meppel - Balkbrug
De Spoorweg-Maatschappij Meppel - Balkbrug onderhield de 21 kilometer lange tramlijn Meppel - Balkbrug. De exploitatie van de lijn was in handen van de Dedemsvaartsche Stoomtramweg-Maatschappij. Veertien kilometer lang liep de lijn door Drenthe en de resterende zeven kilometer lagen in Overijssel. De spoorwijdte ervan was 1067 mm.
De Spoorweg-Maatschappij Meppel - Balkbrug N.V. werd opgericht op 28 september 1905. Het initiatief voor deze onderneming werd genomen door Eilerts de Haan uit Meppel en Jan Luchies Nijsingh uit De Stapel. De laatste was een prominent rundveefokker. President-commissaris van de nieuwe maatschappij werd de heer Mozes de Hes.
Het belang van de tramlijn Meppel-Balkbrug was gelegen in het verkrijgen van een aansluiting op de DSM-lijn bij Balkbrug om daarmee een gemakkelijke doorvoer te bewerkstelligen van personen en goederen naar de aan de DSM-lijnen gelegen plaatsen. Zuidwolde was ook geïnteresseerd en wilde graag een zijlijn van De Stapel over Zuidwolde naar Hoogeveen. De gemeente Meppel stelde echter geen enkel belang in deze zijlijn. Ook waren er nooit gerealiseerde plannen voor het aanleggen van lijnen Balkbrug - Ommen en Zuidwolde - Dedemsvaart.
De maatschappij had vier Backer en Rueb-locomotieven, met de namen Minister Kraus, Meppel, de Wijk en Bloemberg. Daarnaast bezat de maatschappij ook zes rijtuigen vijf open goederenwagons, zes veewagens en zes gesloten veewagons.
Het personenvervoer op de lijn werd in 1934 gestaakt. In 1936 heeft de Eerste Drentsche Stoomtramweg-Maatschappij (EDS) te Hoogeveen de exploitatie van de lijnen van de DSM overgenomen, waarbij dus ook de exploitatie van de MB-lijn in handen van de EDS kwam. Op 10 mei 1939 werd ook het goederenvervoer op de lijn beëindigd en dat betekende het einde ervan. In september 1939 was het spoor al geheel opgebroken. De maatschappij werd uiteindelijk in 1951 geliquideerd.
Het archief van de Spoorweg-Maatschappij Meppel - Balkbrug berust in het Drents Archief te Assen.